# Dracula radiosa
Dracula radiosa es una especie de orquídea epifita. Es originaria de Colombia y Ecuador.

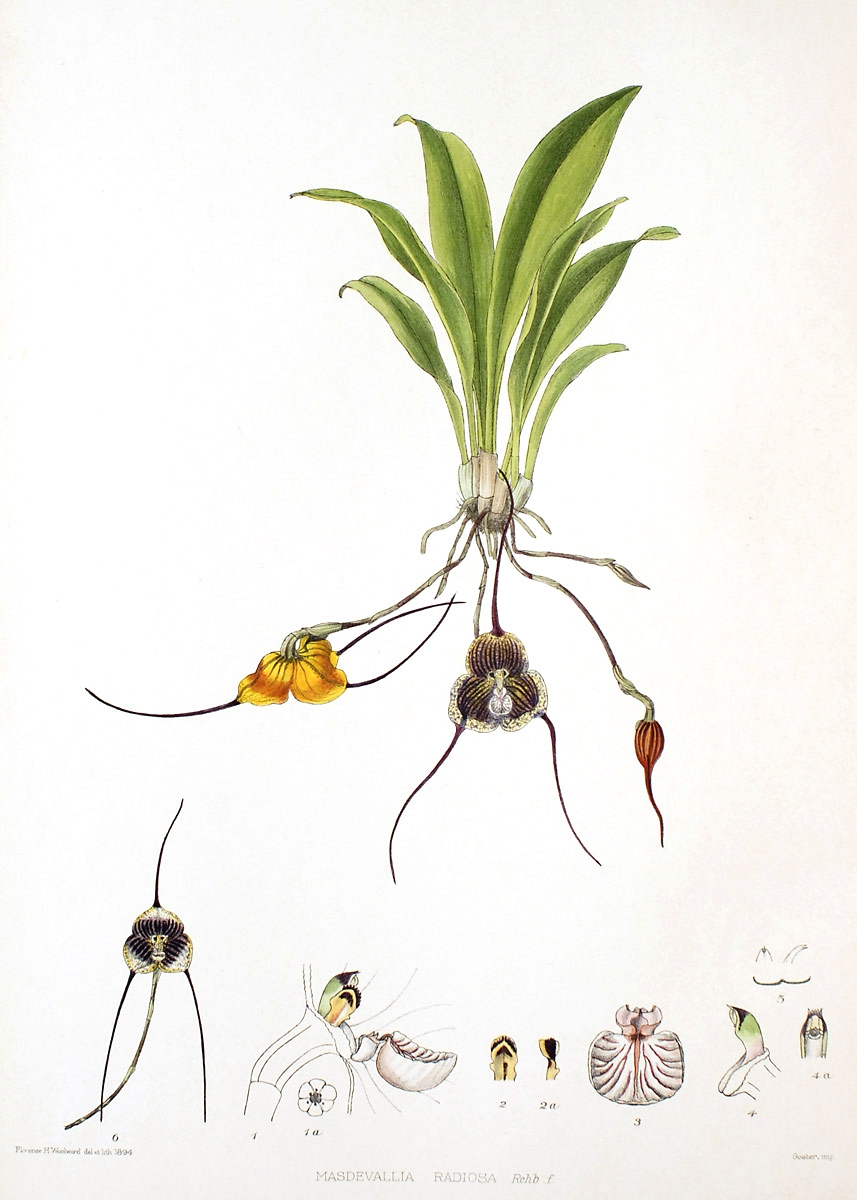
Dracula radiosa
(como sin.Masdevallia radiosa)
placa en:
Florence H. Woolward
The Genus Masdevallia
(1896)

## Descripción
Es una orquídea de tamaño pequeño, con hábito de epifita y con ramicaules robustos, que están envuelto basalmente por 2-3 vainas sueltas, tubulares y que llevan una sola hoja, apical, erecta, delgadamente coriáceas, carinada, elíptica, aguda, que se estrecha gradualmente abajo en la base peciolada. Florece en invierno, primavera y verano en una inflorescencia robusta, subverrucosa, horizontal a descendente, de  10 a 20 cm de largo, con sucesivamente pocas flores, inflorescencia en forma racemosa derivada de la parte baja en el ramicaule que lleva una bráctea floral tubular.

## Distribución y hábitat
Se encuentra desde Antioquia a Cauca en Colombia y el noroeste de Ecuador en los bosques nubosos en las elevaciones de 1600 a 2100 metros. 

## Taxonomía
Dracula radiosa fue descrita por (Rchb.f.) Luer  y publicado en Selbyana 2: 197. 1978.
Etimología
Dracula: nombre genérico que deriva del latín y significa: "pequeño dragón", haciendo referencia al extraño aspecto que presenta con dos largas espuelas que salen de los sépalos.
radiosa; epíteto latíno que significa "radiante (se refiere al labio)".
Sinonimia
- Masdevallia radiosa Rchb.f. (Basionym)
- Masdevallia medellinensis Kraenzl.
- Dracula medellinensis (Kraenzl.) Luer[4][5]